# Джексон, Джон (художник)
Джон Джексон (англ. John Jackson; 1778—1831) — английский художник-портретист.

## Биография
Родился 31 мая 1778 года в местечке Lastingham графства Норт-Йоркшир.
Начал работать в качестве ученика портного у своего отца, который выступал против художественных амбиций своего сына. Тем не менее мальчик пользовался поддержкой Генри Фипса, 1-го графа Малгрейв, который рекомендовал его графу Карлайлу — сэру George Beaumont, 7th Baronet, предложившему ему проживание в его собственном доме и 50 фунтов стерлингов в год. В результате Джон смог посещать школу Королевской академии художеств, где подружился с Дэвидом Уилки и Бенджамином Хейдоном. В замке Говард, резиденции графа Карлайла, он учился и копировал картины из большой коллекции графа. Его первые работы были в акварели и были оценены как весьма необычные по качеству.
К 1807 году репутация Джексона как художника-портретиста утвердилась, и он регулярно отправляя свои работы в Сомерсет-хаус. После посещения Нидерландов и Фландрии вместе с Эдмундом Фиппсом (Edmund Phipps) в 1816 году, Джексон сопровождал в 1819 году сэра Фрэнсиса Чантри в его поездке в Швейцарию и Италию, где они посетили Рим, Флоренцию и Венецию. В Риме художник был избран в Академию Святого Луки.
Джексон стал плодовитым портретистом, на его творчество оказали большое влияние Томас Лоуренс и Генри Реберн. В числе его натурщиков (клиентов) были герцог Веллингтон, исследователь сэр Джон Франклин, министры Уэсли и другие известные личности.
Джон Джексон был слушателем Королевской академии художеств с 9 марта 1805 года, избран ассоциированным членом академии 6 ноября 1815 года и стал полноправным членом 10 февраля 1817 года.
Умер 1 июня 1831 года в Лондоне.

### Семья
Джон Джексон был дважды женат: первый брак был с дочерью ювелира, второй — с Матильдой (Matilda Louisa Ward), дочерью художника Джеймса Уорда и племянницей Джорджа Морленда.
Его сын Mulgrave Phipps Jackson (5 августа 1830 — 4 октября 1913) тоже стал художником, выставлялся в Королевской академии в течение 12 лет. Также у Джона Джексона была дочь Ida Augusta Jackson (27 декабря 1851 — 6 января 1874 года), была похоронена на английском кладбище во Флоренции.

## Труды
Произведения художника находятся во многих музеях и частных коллекциях Англии.

Некоторые работы
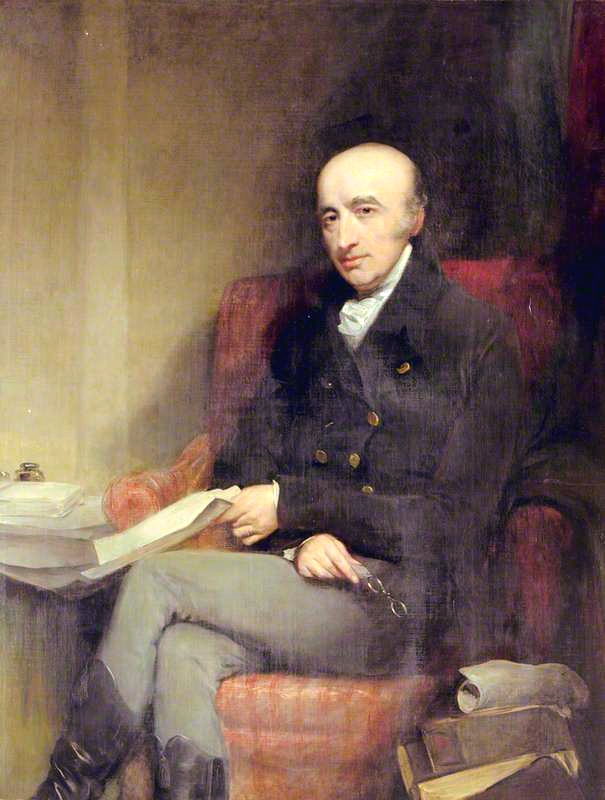
Уильям Волластон
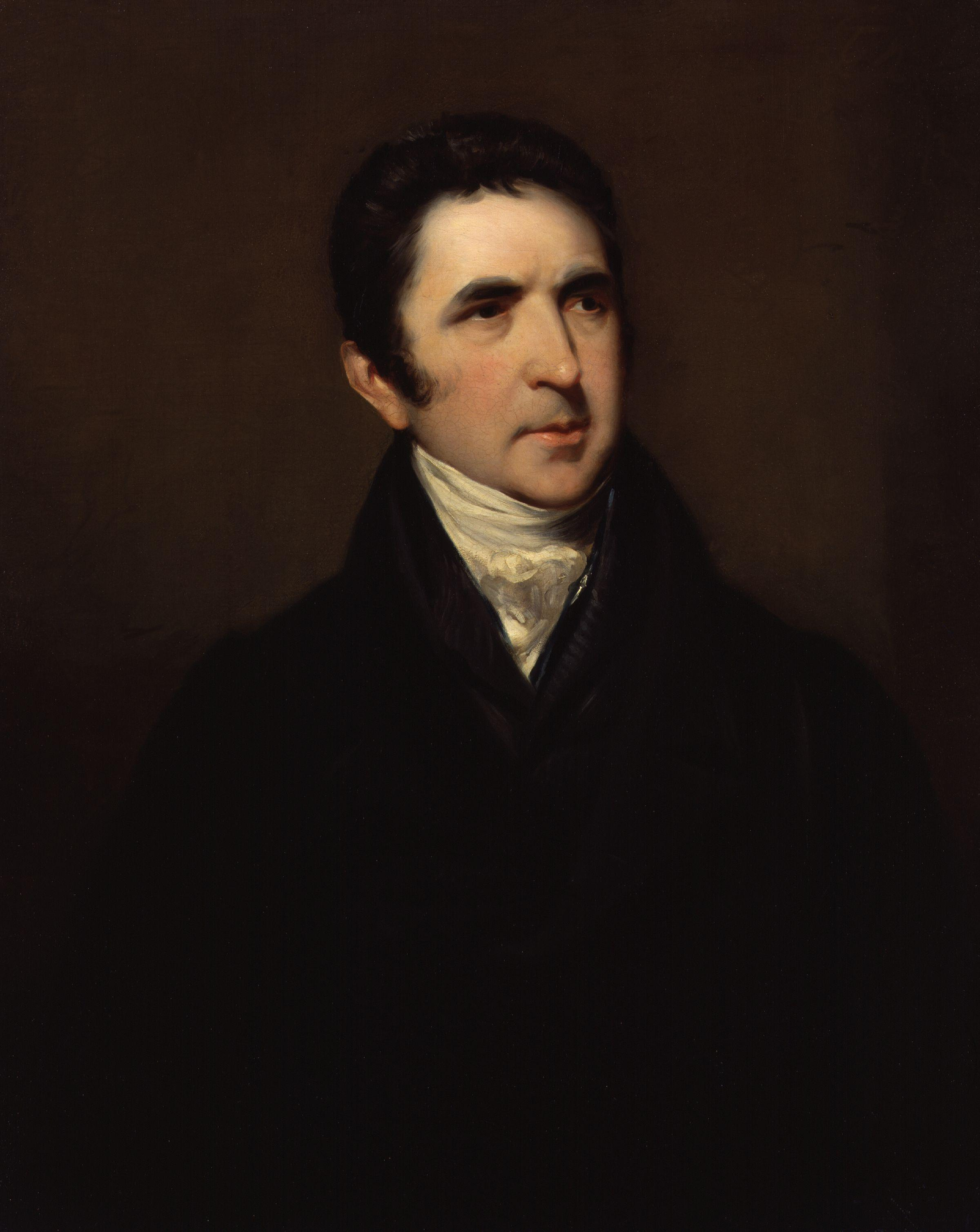
Джон Барроу, 1-й баронет
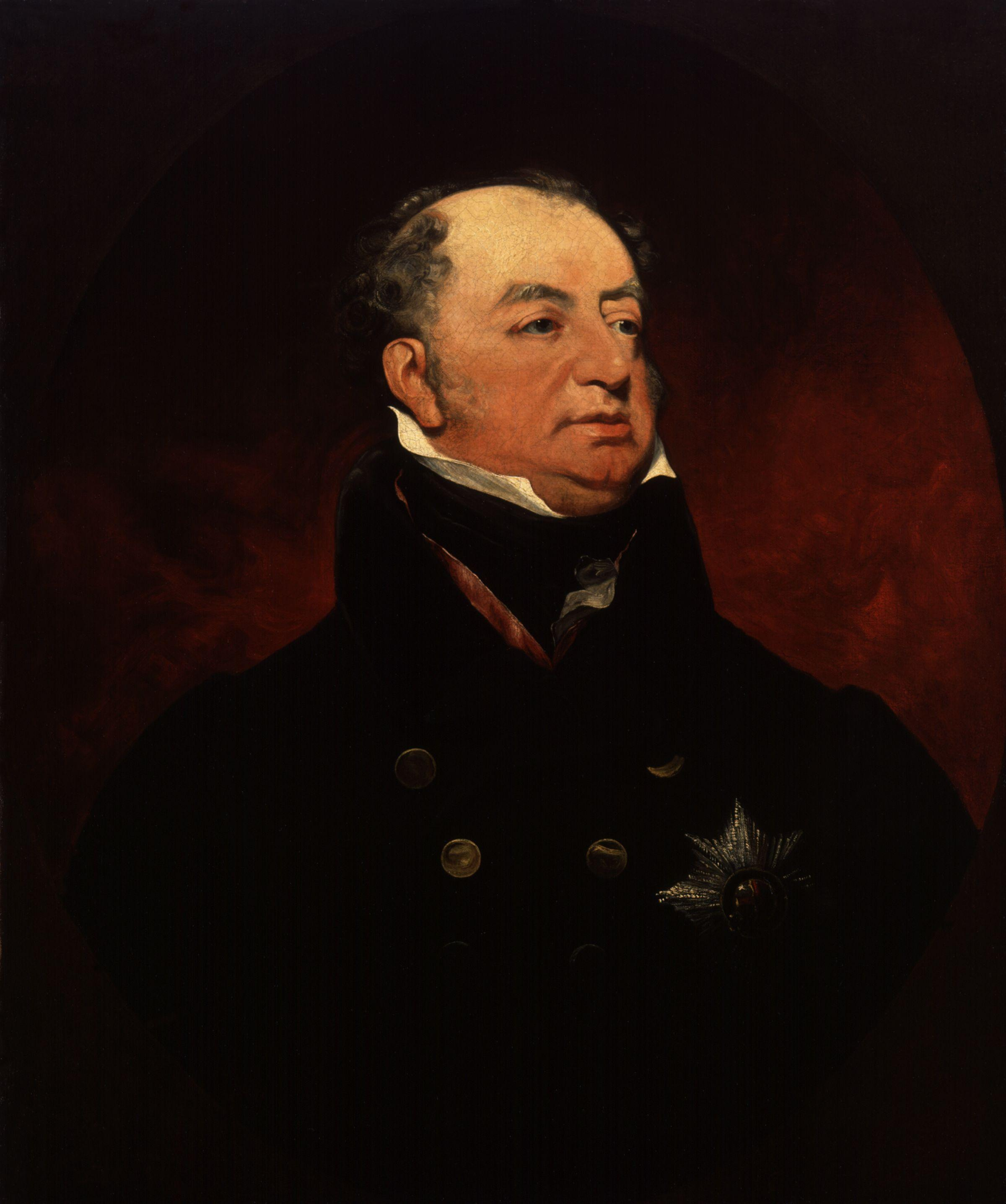
Фредерик, герцог Йоркский